# 寧波華翔
寧波華翔電子股份有限公司，簡稱寧波華翔（深交所：002048），華翔集團旗下公司，位於中国浙江省象山县，是由華翔集團在2001年成立，現任董事長周曉峰，以及總經理為林福青。
主要業務从事汽车零部件研发、生产、销售及售后服务，汽车内外饰件、汽车底盘附件、汽车电器及空调配件、汽车发动机附件、汽车消声器等，主要应用于发动机附件系统、底盘系统、电器及空调系统、内外饰件系统等。
其股份自2005年在深圳證券交易所中小板上市。

## 外部連結
- 寧波華翔電子股份有限公司